# Miranda (paroisse civile)
Pour les articles homonymes, voir Miranda.
Miranda est l'unique paroisse civile de la municipalité de Miranda dans l'État de Carabobo au Venezuela. Sa capitale est Miranda.

## Géographie

### Démographie
La paroisse civile, outre sa capitale Miranda comporte plusieurs autres localités :
- La Guarura
- Miranda
- San Toque
- Santo Tomás